# (134568) 1999 RH215
(134568) 1999 RH215, também escrito como (134568) 1999 RH215, é um objeto transnetuniano localizado no cinturão de Kuiper, uma região do Sistema Solar. Este corpo celeste está em uma ressonância orbital de 4:7 com o planeta Netuno. O mesmo possui uma magnitude absoluta de 8,1 e, tem um diâmetro com cerca de 106 km.

## Descoberta
(134568) 1999 RH215 foi descoberto no dia 7 de setembro de 1999 por Chadwick Trujillo, David Jewitt e Jane Luu.

## Órbita
A órbita de (134568) 1999 RH215 tem uma excentricidade de 0.147, possui um semieixo maior de 43,909 UA e um período orbital de cerca de 291 anos. O seu periélio leva o mesmo a uma distância de 37,149 UA em relação ao Sol e seu afélio a 50,668 UA.